# Dovray (Minnesota)
Dovray – miasto w Stanach Zjednoczonych, w stanie Minnesota, w hrabstwie Murray.